# Lisht

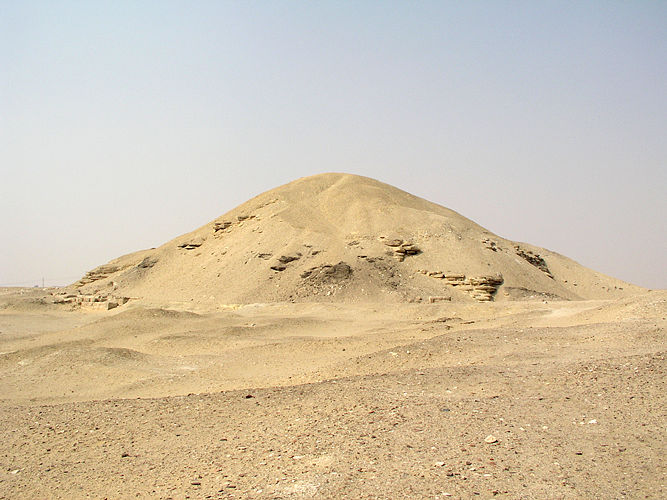
Ruinerna av Amenemhet I's pyramid i Lisht

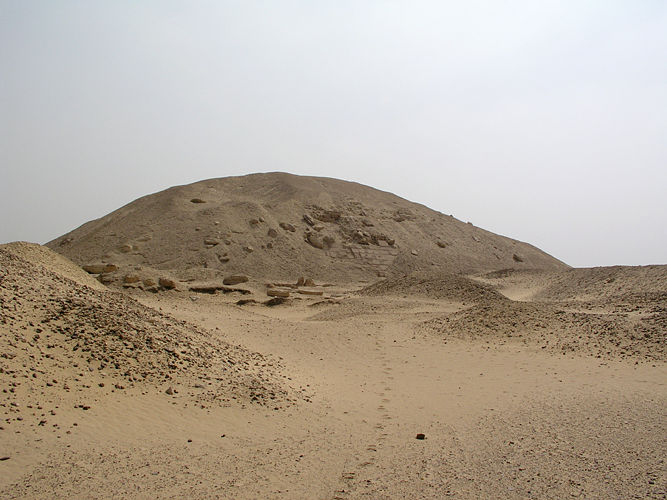
Senusret I's pyramid i Lisht

Lisht eller el-Lisht är en egyptisk ort i Giza (guvernement) cirka 50 kilometer söder om Kairo. Det är en gravplats för kungliga och högre ämbetsmän från Mellersta riket och innehåller bland annat två pyramider byggda av Amenemhat I och Senusret I. De två största pyramiderna omges av mindre pyramider för medlemmar av den kungliga familjen samt flertal mastabagravar för högre ämbetsmän och deras familjemedlemmar. De byggdes under tolfte och trettonde dynastierna. Platsen är även känd för Senebtisi grav, en orörd grav där en uppsättning smycken hittades. Senusret I pyramid är den mest välbevarade från denna period. Kistan i Sesenebnef grav innehåller en av de tidigaste versionerna av De dödas bok.

## Södra Lisht
- Senusret I pyramiden[1]
- graven för Senewosret-Ankh grav
- graven för Senusret, schakt av Hapy, hittad orörd
- graven för Intef (?)
- Fransk grav
- graven för Imhotep
- graven för Mentuhotep
- grav, South-Khor A
- grav, South-Khor B
- grav A in South area
- graven för Djehuty
- graven för Ipi
- grav D i Södra området
- grav E i Södra området
- graven för Sehetepibreankh
- tegelbyggnad
- gravplats

## Norra Lisht
- Amenemhat I pyramiden[2][3]
- grav 384 för Rehuerdjersen
- grav 400 för Intefiqer
- grav 470 för Senimeru
- grav 493 för Nakht
- grav 758 för Senusret, schakt vid den orörda graven för Senebtisi
- grav 954
- grav 956